# Oasisia
Oasisia ist eine Gattung von Borstenwürmern aus der Familie der Siboglinidae.
Wie für Borstenwürmer typisch leben die Larven planktonisch (als Bestandteil des Planktons), die erwachsenen (adulten) Tiere dagegen benthisch (am/im Boden).
Die Gattung ist im gesamten Pazifik verbreitet (Ring of Fire – Pazifischer Feuerring).

## Symbionten
Wie durch Analyse der 16S rRNA gezeigt wurde, erwerben diese Würmer ihre bakteriellen Symbionten (Gammaproteobacteria) aus der Umgebung; ähnliche Symbiosen wurden bei den Gattungen Riftia und Tevnia gefunden.

## Arten
Arten nach World Register of Marine Species (WoRMS) und National Center for Biotechnology Information (NCBI) mit Stand 21. Dezember 2021:
- Oasisia alvinae Jones, 1985 (Typus)
- Oasisia fujikurai Miura & Kojima, 2006
- Oasisia sp. SBJ-2009 (Vorschlag mit vorläufigem Namen)

## Oasisia alvinae
O. alvinae wurde erstmals 1985 von Jones wissenschaftlich beschrieben.
Der Körper eines Wurms dieser Spezies besteht aus einem Kopf, einem zylindrischen segmentierten Körper und einem Schwanz. Der Kopf besteht aus einem Prostomium (Teil vor dem Mund) und einem Peristomium (Teil um den Mund) und trägt paarige Anhänge (Palpen, Fühler und Zirren).
Vorkommen: Ost-Pazifik, Habitat: an hydrothermalen Schloten, abyssal (Tiefsee).
Etymologie: Die Art ist nach dem Tiefsee-U-Boot Alvin benannt.

## Oasisia fujikurai
O. fujikurai wurde erstmals 2006 von Miura und Kojima wissenschaftlich beschrieben.
Die Morphologie ist ähnlich wie bei der Typusspezies, unterscheidet sich aber von diesem einzigen Verwandten durch acht Paare von Branchiallamellen – anstelle von bis zu ca. 20.
Fundort: Brothers Caldera, Kermadecgraben (Teil des Kermadec-Tonga-Graben), Süd-Pazifik.
Etymologie: Die Art ist benannt nach Katsunori Fujikura von der Japan Agency for Marine, Earth Science and Technology für seinen bedeutenden Beitrag zur Forschung an Lebensgemeinschaften, die auf Chemosynthese basieren, ähnlich wie bei der Spezies winziger Meeresschnecken Anatoma fujikurai (Vetigastropoda).

## Oasisiasp. SBJ-2009
DNA-Analysen von Mitochondrien deuten auf eine weitere Spezies mit der vorläufigen Bezeichnung SBJ-2009 hin.
Diese Proben stammen aus Tiefseewürmen, in denen auch symbiotische chemoautotrophe Bakterien gefunden wurden.